# Monteton
 Monteton  es una población y comuna francesa, en la región de Aquitania, departamento de Lot y Garona, en el distrito de Marmande y cantón de Seyches.

## Demografía
| 371 | 293 | 247 | 246 | 246 | 238 |
| Para los censos de 1962 a 1999 la población legal corresponde a la población sin duplicidades (Fuente: INSEE [Consultar]) |     |     |     |     |     |